# Xianju (ort i Kina)
Xianju (kinesiska: 仙居) är en ort i Kina. Den ligger i provinsen Zhejiang, i den östra delen av landet, omkring 160 kilometer söder om provinshuvudstaden Hangzhou. Antalet invånare är 61 532.
Runt Xianju är det ganska tätbefolkat, med 166 invånare per kvadratkilometer. Xianju är det största samhället i trakten. Runt Xianju är det i huvudsak tätbebyggt.
Genomsnittlig årsnederbörd är 2 402 millimeter. Den regnigaste månaden är juni, med i genomsnitt 411 mm nederbörd, och den torraste är januari, med 67 mm nederbörd.